# Caio Terra
Caio Terra (Rio de Janeiro, 8 de fevereiro de 1986) é um competidor e campeão mundial de Jiu-jitsu brasileiro. Caio iniciou seu treinamento em jiu-jitsu brasileiro em 2003 e recebeu a faixa preta em 2006. Sua promoção a faixa preta é uma das mais rápidas registradas na história do jiu-jitsu brasileiro.

## Carreira
A promoção de Terra à faixa preta ocorreu no mesmo ano em que a IBJJF estabeleceu prazos mínimos para cada faixa, tornando obrigatório que um faixa-marrom competisse na divisão de faixa-marrom por pelo menos um ano antes de ser promovido. Como Caio não havia cumprido o prazo estipulado pela federação, ele foi impedido de competir no Campeonato Brasileiro de Jiu-Jitsu de 2007. Mais tarde naquele ano, embora a federação planejasse vetar a participação de Caio no Campeonato Mundial, a IBJJF fez uma exceção de última hora, aceitando sua inscrição. Essa foi a última vez que alguém com menos de um ano de experiência como faixa-marrom foi legalmente autorizado a competir como faixa-preta em um torneio da IBJJF.
Caio é conhecido por seu lema "A Técnica Vence Tudo", uma máxima que ele comprovou por meio de vitórias bem-sucedidas em divisões de peso aberto. Atualmente, Caio Terra treina e é proprietário da Caio Terra Academy, localizada em San José, Califórnia. Ele também administra o Caio Terra Online, uma plataforma digital de instrução onde Caio e outros instrutores convidados oferecem insights técnicos e planos de treinamento para assinantes e academias afiliadas.
Em 2017, Caio aposentou-se das competições sem kimono (No-Gi) e passou a focar sua energia em sua equipe. Desde então, ele contribuiu para o desenvolvimento de atletas como Mikey Musumeci (o único americano tetracampeão mundial faixa-preta), Mason Fowler, Yuri Simões, Rudson Telles, Jeremy Jackson, Kaniela Kahuanui, entre outros.
A Caio Terra Academy foi fechada durante a pandemia de COVID-19; Terra revelou que sua academia enfrentou ameaças de multas de US$ 5.000 por parte das autoridades locais de saúde pública caso realizasse aulas durante o período de lockdown.  
Em 28 de setembro de 2020, Terra foi agraciado com o 4º grau na faixa preta de jiu-jitsu brasileiro pelo Mestre Paulo Mauricio Strauch.

## Linhagem de instrutores
Mitsuyo Maeda → Carlos Gracie → Reyson Gracie → Paulo Maurício Strauch → Caio Terra

## Principais conquistas
- Campeão Mundial IBJJF 2008/2013
- Campeão Mundial No-Gi IBJJF 2008-2017 (Dez vezes campeão mundial No-Gi)
- Campeão Pan-Americano IBJJF 2011/2012/2013
- Campeão Nacional Americano USBJJF/IBJJF 2010[b]/2011[c]/2012
- Campeão Nacional Americano No-Gi USBJJF/IBJJF 2012[b]
- Campeão Europeu IBJJF 2014/2015/2016/2017/2018
- Campeão Europeu No-Gi IBJJF 2013[c]
- Campeão do Las Vegas Open IBJJF 2010[c]/2011[c]/2012
- Campeão Nacional Britânico UKBJJF/IBJJF 2015[c]
- Campeão Nacional Britânico No-Gi UKBJJF/IBJJF 2015[c]
- Vice-campeão Mundial IBJJF 2009-2011, 2017
- Vice-campeão Nacional Americano USBJJF/IBJJF 2010/2012/2014
- Vencedor do super combate Metamoris 1
- Detentor do título peso-galo GI e No-Gi FTW

## Vida pessoal
Terra sofreu um acidente de carro em 2021, que resultou em uma lesão no quadril, exigindo cirurgia para que ele pudesse continuar praticando jiu-jitsu brasileiro.